# Knut Kühn-Leitz

Knut Kühn-Leitz

Knut Kühn-Leitz (* 16. Juni 1936 in Frankfurt am Main; † 23. Mai 2020 in Wetzlar) war ein deutscher Unternehmer, Herausgeber und Mäzen.

## Leben
Knut Kühn-Leitz wurde als erstes Kind von Elsie Kühn-Leitz und Kurt Kühn in Frankfurt am Main geboren und wuchs zusammen mit seinen Schwestern Cornelia und Karin in dem von seinem Großvater Ernst Leitz II erbauten Haus Friedwart in Wetzlar auf. Nach dem Besuch des Realgymnasiums Wetzlar und dem Institut Le Rosey in der Schweiz, wo er 1956 die schweizerische Matura in französischer Sprache ablegte, studierte er Betriebs- und Volkswirtschaftslehre an der Ludwig-Maximilians-Universität München mit Abschluss als Diplom-Kaufmann im Jahr 1962. Seinen MBA  absolvierte er 1964/65 bei INSEAD in Fontainebleau und promovierte parallel an der Universität Marburg 1966 zum Dr. rer. pol.
1965 begann  Kühn-Leitz seine Tätigkeit bei der Ernst Leitz GmbH Wetzlar als Direktionsassistent. 1967 wurde er Handlungsbevollmächtigter und 1969 – nach dem Tod seines Onkels Günther Leitz – in das Board of Directors von Ernst Leitz (Canada) Ltd. (Midland Ontario) berufen. 1971 wurde er Mitglied der Geschäftsführung der Ernst Leitz GmbH in vierter Generation (nach den Gebrüdern Ernst Leitz III, Ludwig Leitz und Günther Leitz), zuständig für die strategische Unternehmensplanung. Von 1974 bis 1986 war er alleiniger Gesellschafter der Familie in der Unternehmensführung. Ein besonderer Schwerpunkt seiner Tätigkeit war die Einführung neuester Managementmethoden (wie etwa strategische Marktforschung, Portfolio-Management und Deckungsbeitragsrechnungen). Als Antwort auf die Wirtschaftskrise, Wechselkursspannungen und aufkommende Konkurrenz aus Japan Anfang der 1970er Jahre war er Mitinitiator der Gründung einer Produktion zur Vorfertigung der Kameras in Portugal und war dann für die erfolgreichen Kooperationen mit Wild Heerbrugg und Minolta Camera Company (im Bereich der Spiegelreflex- und Kompaktkameras) verantwortlich. Als von ihm mitverhandelt 1986 Wild Heerbrugg alle Anteile übernahm, wechselte er in den Aufsichtsrat. Mit diesem Schritt endete die über vier Generationen dauernde Präsenz der Familie Leitz in der Unternehmensführung.
Knut Kühn-Leitz heiratete 1991 Barbara Osterwind, geb. Friedrich, deren drei Kinder aus erster Ehe Teil des Familienbundes wurden.
Die letzten 30 Jahre seines Lebens widmete Kühn-Leitz insbesondere der Aufbereitung der Familien- und Unternehmensgeschichte und engagierte sich im Andenken an seine Mutter für die Förderung der Kultur, unter anderem als stellvertretender Vorsitzender der Wetzlarer Kulturgemeinschaft ab 2014, und der deutsch-französischen Verständigung.
Kühn-Leitz rief 1986 gemeinsam mit seiner Schwester Cornelia den Elsie Kühn-Leitz Preis der VDFG ins Leben und gründete 2011 mit ihr die Ernst Leitz Stiftung, die sich um den Erhalt und die Pflege des denkmalgeschützten Haus Friedwart kümmert sowie die Förderung von Kultur und Völkerverständigung; bis zu seinem Tod war er deren Vorsitzender. Zusammen mit zahlreichen Autoren veröffentlichte er mehrere Biografien zu Ernst Leitz I, Ernst Leitz II und Ernst Leitz III sowie Max Berek, dem Erfinder der Leica-Objektive. Durch seine gemeinsam mit Frank Dabba Smith unternommenen Recherchen wurde der bis dahin in diesem Umfang auch der Familie unbekannte Rettungswiderstand seines Großvaters, Ernst Leitz II, 2007 erstmals an die Öffentlichkeit gebracht. 2013 war er Ko-Kurator der Ausstellung „170 Jahre Ernst Leitz I“, die in Wetzlar und Sulzburg gezeigt wurde.
Am 23. Mai 2020 verstarb Kühn-Leitz im Alter von 83 Jahren in Wetzlar. Seine letzte Ruhestätte ist das Grab der Familie Leitz auf dem Alten Friedhof in Wetzlar.

## Auszeichnungen und Ehrungen
- 2018: Ehrenmitgliedschaft bei der Wetzlarer Kulturgemeinschaft[16]
- 2020: Verleihung der Ehrengabe der Stadt Wetzlar (zweithöchste Auszeichnung) für sein unternehmerisches Wirken und sein publizistisches, kulturelles und völkerverbindendes Engagement[17][18]

## Publikationen
Als Autor
- Absatzwirtschaftliche Gegenwartsprobleme der westdeutschen fototechnischen Industrie, Dissertation, Universität Marburg, 1966.
- Vier Generationen Leitz in der Unternehmensführung 1869–1986. Wetzlar 2020.

Als Herausgeber
- Ernst Leitz II. Wegbereiter der Leica. Ein vorbildlicher Unternehmer und mutiger Demokrat. Heel, Königswinter 2006, ISBN 3-89880-551-4.
- Ernst Leitz II. Ein Unternehmer mit Zivilcourage in der Zeit des Nationalsozialismus. CoCon-Verlag, Hanau 2007, ISBN 978-3-937774-44-2.
- Max Berek: Schöpfer der ersten Leica-Objektive. Pionier der Mikroskopie. Lindemann, Stuttgart 2009, ISBN 978-3-89506-284-1.
- Ernst Leitz I. Vom Mechanicus zum Unternehmer von Weltruf. Lindemann, Stuttgart 2010; Heel Verlag, Königswinter 2024, ISBN 978-3-96664-875-2.
- Ernst Leitz II „Ich entscheide hiermit: Es wird riskiert.“  ... und die Leica revolutionierte die Fotografie. Bildband. Heel, Königswinter 2014, ISBN 978-3-86852-941-8.
- Ernst Leitz III. Die Leica stets im Blick. Asphärentechnologie und Glasforschung – die Basis für ganz neue Objektive. Heel, Königswinter 2019, ISBN 978-3-95843-951-1.